# Signal crochet commutateur
Le signal crochet commutateur (appelé hook flash ou flash aux États-Unis ; appelé recall au Royaume-Uni) est le nom d'un bouton sur un téléphone et du signal produit lorsqu'on appuie sur ce bouton. Le fait d'appuyer sur ce bouton simule l'action de rapidement raccrocher puis reprendre le combiné téléphonique.
Ce signal peut indiquer au central téléphonique de faire une certaine action.

## Appel en attente
Une utilisation courante déclenchée par ce signal est le passage à un autre appel entrant avec le service d'appel en attente.

## Conférence téléphonique
Une autre utilisation consiste à indiquer une demande de conférence téléphonique. Par exemple, un utilisateur peut utiliser une procédure comme celle-ci pour amorcer une conférence à trois :
1. décrocher le combiné téléphonique ;
2. attendre la tonalité d'invitation à numéroter ;
3. composer le numéro de la première personne et saluer la première personne ;
4. appuyer sur le bouton signal crochet commutateur (ou appuyez rapidement sur le support du combiné téléphonique) ;
5. attendre une tonalité d'invitation cadencée (une série de bips suivie d’une autre tonalité d'invitation à numéroter) ;
6. composer le numéro de téléphone de la deuxième personne et saluer la deuxième personne ;
7. appuyer à nouveau sur le bouton signal crochet commutateur.

Le second signal crochet commutateur indique au commutateur du central de lier les deux conversations, de sorte que les trois parties soient connectées à la même conservation.
Contrairement aux systèmes de conférence téléphonique sur autocommutateur téléphonique privé (PBX), les deux appels sont joints par le commutateur du central téléphonique, et non par l'autocommutateur téléphonique privé du client.

## Sur les téléphones publics
Sur certains téléphones publics, cette fonction est fournie sur bouton intitulé Appel suivant. Ce bouton est principalement utilisé pour demander une autre tonalité d'invitation à numéroter après la fin d'un appel. Sur les téléphones publics ne rendant pas la monnaie, cette fonction permet d'utiliser le crédit restant après un appel. Sur les téléphones publics qui ne disposent pas de ce bouton, un appui rapide sur le crochet du combiné peut déclencher la même action.